# Tragidion coquus
Tragidion coquus is een keversoort uit de familie van de boktorren (Cerambycidae). De wetenschappelijke naam werd  gepubliceerd in 1758 door Linnaeus in de tiende editie van Systema naturae.